# Вілсон Пікетт
Вілсон Пікетт (англ. Wilson Pickett; 18 березня 1941, Праттвілл, Алабама, США — 19 січня 2006, Рестон, Вірджинія, США) — афроамериканський ритм-енд-блюзовий виконавець, який вважається одним з найбільших майстрів соул-і фанк-вокалу 1960-их.

## Біографія
Пікетт починав свою музичну кар'єру в 1950-і рр.. у складі вокального колективу The Falcons, які виконували госпел для світської молоді. У 1965 р. домігся великого сольного успіху з танцювальним хітом «In the Midnight Hour», що став його візитною карткою на роки вперед. Заводні, темпераментні композиції Пикетта були перепесочени пристрасними вигуками і хрипкими стогонами в манері Джеймса Брауна. У 1990-ті рр.. Пікетт записувався досить рідко, не раз попадався на різних правопорушеннях і навіть провів рік за ґратами.

## Дискографія
- It's Too Late (1963, Double L)
- In The Midnight Hour (1965, Atlantic)
- The Exciting Wilson Pickett (1966, Atlantic) US: #21
- The Best Of Wilson Pickett (1967, Atlantic) US: #35
- The Wicked Pickett (1967, Atlantic) US: #42
- The Sound of Wilson Pickett (1967, Atlantic) US: #54
- I'm In Love (1967, Atlantic) US: #70
- The Midnight Mover (1968, Atlantic) US: #91
- Hey Jude (1969, Atlantic) US: #97
- Right On (1970, Atlantic)
- Wilson Pickett In Philadelphia (1970, Atlantic) US: #64
- The Best Of Wilson Pickett, Vol. II (1971, Atlantic) US: #73
- Don't Knock My Love (1972, Atlantic) US: #132
- Mr. Magic Man (1973, RCA) US: #187
- Wilson Pickett's Greatest Hits (1973) US: #178
- Miz Lena's Boy (1973, RCA) US: #212
- Pickett In The Pocket (1974, RCA)
- Live In Japan (1974, RCA)
- Join Me And Let's Be Free (1975, RCA)
- Chocolate Mountain (1976, Wicked)
- Funky Situation (1978, Big Tree)
- I Want You (1979, EMI) US: #205
- Right Track (1981, EMI)
- American Soul Man (1987, Motown)
- A Man And A Half: The Best Of Wilson Pickett (1992, Rhino/Atlantic)
- It's Harder Now (1999, Bullseye Blues)
- Live And Burnin' — Stockholm '69 (2009, Soulsville)
- Live In Germany 1968 (2009, Crypt Records 2009)
- Funky Midnight Mover: The Atlantic Studio Recordings (1962—1978)

## Бібліоіграфія
- Ross, Andrew and Rose, Tricia (Ed.) Microphone Fiends: Youth Music and Youth Culture. - Routledge: New York, 1994. - ISBN 0-415-90908-2
- Hirshey, Gerri Nowhere to Run: The Story of Soul Music. - Da Capo Press; Reprint edition (September 1, 1994) - ISBN 0-306-80581-2
- Guralnick, Peter (1999). Sweet Soul Music: Rhythm and Blues and the Southern Dream of Freedom. Back Bay Books. ISBN 978-0-316-33273-6. OCLC 41950519.